# Les Causeurs
Les Causeurs sont deux menhirs situés sur la commune de l'Île-de-Sein, , dans le département du Finistère en France.

## Historique
A la fin du XIXe siècle, il fut envisagé de déplacer les deux menhirs pour construire une nouvelle église, l'actuelle église de Saint-Collodan, mais finalement ils furent conservés sur place. Les menhirs font l'objet d'un classement au titre des monuments historiques depuis le 1er avril 1901.

## Description
Les deux menhirs sont en granite blanc à gros grain. Ils mesurent respectivement 2,30 m et 2,80 m de hauteur. A la fin du XIXe siècle, ils étaient « implantés sur un run, ou butte, entourée de pierres debout, en forme de cromlec'h ». 
Vus de profil, ils s'apparentent à deux personnages en pierre qui ont l'air de bavarder, d'où leurs noms bretons Ar Fillistérien (« Les causeurs », en distinguant alors le petit causeur et le grand causeur) ou Ar Prégourien (« les prêcheurs »).

## Folklore
Selon une tradition, les proches d'une personne atteinte de fièvre venaient déposer au pied des menhirs neuf galets enveloppés dans le mouchoir du malade et celui qui ramassait les galets prenait la fièvre à sa place.